# Брестовец
Брестовец (рум. Brestovăț) — село у повіті Тіміш в Румунії. Входить до складу комуни Брестовец.
Село розташоване на відстані 381 км на північний захід від Бухареста, 37 км на схід від Тімішоари.

## Населення
За даними перепису населення 2002 року у селі проживали 336 осіб.
Національний склад населення села:
| Національність | Кількість осіб | Відсоток |
| -------------- | -------------- | -------- |
| румуни         | 201            | 59,8 %   |
| словаки        | 107            | 31,8 %   |
| німці          | 16             | 4,8 %    |
| угорці         | 12             | 3,6 %    |

Рідною мовою назвали:
| Мова      | Кількість осіб | Відсоток |
| --------- | -------------- | -------- |
| румунська | 201            | 59,8 %   |
| словацька | 107            | 31,8 %   |
| німецька  | 16             | 4,8 %    |
| угорська  | 12             | 3,6 %    |